# Helmut Friedrich Witte
Helmut Friedrich Witte (Bojendorf, 6 aprile 1915 – Duisburg, 3 ottobre 2005) è stato un militare tedesco, decorato con la Croce di Cavaliere della Croce di Ferro nel corso della seconda guerra mondiale.
Nel corso del conflitto affondò 23 navi per un totale di 119.693 tsl, e ne danneggiò una per 265 tsl. Il 18 giugno 1942 fu citato nel Wehrmachtbericht.

## Biografia
Nacque a Bojendorf il 6 aprile 1915. Dopo essersi diplomato al liceo nel 1933, prestò servizio nel Reichsarbeitsdienst. L'8 aprile 1934 si arruolò nella Reichsmarine e fino al 13 giugno ricevette l'addestramento militare di base nella II. Divisione della Divisione navale del Mar Baltico a Stralsund. Completò l'addestramento il 20 settembre 1936 con la promozione a Fähnrich zur See. Successivamente prestò servizio sull'incrociatore leggero Köln dal 21 settembre 1936 al 24 marzo 1938. Durante questo periodo venne promosso a Oberfähnrich zur See (1º gennaio 1937) e a Leutnant zur See (1º aprile 1937). Il 25 marzo 1938 divenne primo ufficiale sulla torpediniera Kondor, in seguito sulle navi Seeadler e Tiger, con le quali prese parte a missioni di sicurezza durante la guerra civile spagnola.
Dal 7 settembre 1939 all'11 aprile 1940 fu secondo ufficiale sul cacciatorpediniere Z 22 Anton Schmitt, con il quale prese parte all'occupazione di Narvik nell'aprile 1940 nel corso dell'operazione Weserübung. Dopo l'affondamento del cacciatorpediniere, fino al maggio 1940 prese parte ai combattimenti per Narvik sulla terraferma assegnato al Marineregiment Erdemenger. Dopo il suo ritorno in Germania, il 1° luglio venne trasferito nella forza sottomarina, dove fino a metà dicembre frequentò vari corsi di addestramento. Il 22 dicembre 1940 fu nominato primo ufficiale di guardia sull'U-107 sotto il comando di Günter Hessler, con il quale prese parte a due missioni di combattimento. Dopo aver frequentato il corso per comandanti dal 28 luglio al 7 settembre 1941 fu delegato all'istruzione dell'equipaggio durante la costruzione dell'U-159, di cui divenne comandante il 4 ottobre 1941. Era già stato promosso Kapitänleutnant il 1° settembre. La sua seconda missione di pattugliamento lo portò nelle acque di Panama, e la terza, con lo U-159 parte del branco di lupi "Eisbär", operò al largo di Città del Capo nel settembre 1942.
In quattro missioni di combattimento con lo U-159 riuscì ad affondare 23 navi per un totale di 119.693 tsl, cosa che gli valse la concessione della Croce di Cavaliere della Croce di Ferro il 22 ottobre 1942.
Il 4 giugno 1943 cedette il comando dello U-159 a Heinz Beckmann e rimase ricoverato in ospedale fino a novembre. Lo U-159 venne affondato da un cacciabombardiere statunitense durante la sua prima missione di combattimento sotto il nuovo comando, il 15 luglio 1943. Soffrì ripetutamente di una grave tonsillite, e dopo la guarigione frequentò l'Accademia navale di Bad Homburg vor der Höhe fino al febbraio 1944 e fu poi membro della Commissione per la costruzione navale da marzo ad aprile 1944. Nell'aprile del 1944 venne trasferito alle piccole unità da combattimento della Kriegsmarine, dove prestò servizio come rappresentante permanente del viceammiraglio Hellmuth Heye presso il Comando guerra navale (Seekriegsleitung tätig war). Verso la fine della guerra fu anche a capo della Einsatzgruppe Panther (nuotatori da combattimento) nella zona del Reno-Weser. Fu promosso Korvettenkapitän il 20 aprile 1945.
Dopo l'8 maggio 1945 fu inizialmente assegnato all'Alto Comando Navale del Mar Baltico, dove divenne ufficiale di collegamento navale con l'VIII Corpo d'armata britannico nello Schleswig-Holstein. Fu poi fatto prigioniero di guerra dagli inglesi per un breve periodo, venendo liberato il 14 luglio 1945.
All'inizio si guadagnò da vivere facendo il bracciante agricolo. Nel 1949 iniziò a lavorare alla Philips Deutschland. In seguito divenne direttore operativo della fabbrica di veicoli di Dortmund. Dal 1952 è responsabile delle risorse umane e degli affari sociali del gruppo. Nel 1961 passò alla Demag come responsabile delle risorse umane. Si spense a Duisburg il 3 ottobre 2005.